# Passage Saint-Ange
Die Passage Saint-Ange ist eine Straße im 17. Arrondissement von Paris.

## Lage
Die Straße beginnt bei Nr. 131, Avenue de Saint-Ouen mit einem Hausdurchgang und endet bei Nr. 20, Rue Jean-Leclaire an einer Treppe.

## Namensursprung
Der Name der Passage, wie der der dahinterliegenden Wohnsiedlung Villa Saint-Ange, stammt wahrscheinlich von einem ehemaligen Besitzer der Parzelle.

## Geschichte
Die Straße entstand um 1870 und wurde laut städtischem Erlass am 4. Januar 1995 in das Pariser Straßenverzeichnis aufgenommen.
1946 erhielt der der Öffentlichkeit zugängige Teil der Passage Saint–Ange (zwischen der Rue Jean–Leclaire und dem Boulevard Bessières) den Namen Rue du Général-Henrys.

## Sehenswürdigkeiten
- Nr. 26: Louis Rimbault (1877–1949), dem man Verbindung zur Bonnot-Bande nachsagte, wohnte hier.